# هومولوجين
هومولوجين أداة من المركز الوطني للمعلومات التقنية الحيوية أو "NCBI"، وهو نظام للكشف الآلي عن التنادد بين الجينات المشروحة للعديد من الجينومات حقيقية النواة المتسلسلة.

## وصلات إضافية
- الصفحة الرئيسية للمركز الوطني لمعلومات التقانة الحيوية
- مكتبة الطب الوطنية
- المعهد الوطني للصحة